# Jerzy Marcinkiewicz
Jerzy Marcinkiewicz (ur. 18 kwietnia 1894 w Burbiszkach, zm. 30 listopada 1926 w Wilnie) – żołnierz armii rosyjskiej i starszy wachmistrz kawalerii Wojska Polskiego, uczestnik I wojny światowej i wojny polsko-bolszewickiej. Kawaler Orderu Virtuti Militari.

## Życiorys
Urodził się w rodzinie Feliksa i Anny z d. Sacewicz. Absolwent gimnazjum. W latach 1912–1917 żołnierz armii rosyjskiej. Następnie w I Korpusie Polskim w Rosji, gdzie służył w 2 pułku ułanów. Od listopada 1918 już w odrodzonym Wojsku Polskim i odtworzonym 2 pułku ułanów. Wraz z pułkiem walczył na frontach wojny polsko-bolszewickiej.
Szczególnie zasłużył się 4 sierpnia 1920 w bitwie pod Ostrołęką, gdzie „przy konnej szarży na wieś Zabiele brawurowo zaatakował stanowiska 5 km”. Za tę postawę został odznaczony Orderem Virtuti Militari.
Zmarł w szpitalu wojskowym w Wilnie. Nie był żonaty.

## Ordery i odznaczenia
- Krzyż Srebrny Orderu Wojskowego Virtuti Militari nr 4007[1][2]
- Krzyż Walecznych – trzykrotnie[1]